# Lê Anh Tuấn (quan nhà Lê)
Lê Anh Tuấn (1671-1736), hiệu: Địch Hiên, là danh thần, và nhà thơ Việt Nam thời Lê trung hưng.

## Tiểu sử
Lê Anh Tuấn là người xã Thanh Mai, huyện Tiên Phong, tỉnh Sơn Tây (nay là thôn Mai Trai, xã Vạn Thắng, huyện Ba Vì, thành phố Hà Nội). Ông thuộc dòng dõi Tiến sĩ Lê Kim Chương.
Đời vua Lê Hy Tông, năm Giáp Tuất (1694), Lê Anh Tuấn thi đỗ Tiến sĩ, được bổ chức quan.
Năm 1715, ông cùng Nguyễn Công Cơ được cử làm Chánh sứ sang nhà Thanh (Trung Quốc). Khi về, ông lần lượt trải đến Tả thị lang bộ Hộ, rồi Bồi tụng ở phủ chúa Trịnh.
Năm 1719, ông được hầu giảng ở tòa Kinh diên, và được phong tước Điện Thành nam.
Năm 1720, xét công trong 10 năm của các quan văn võ, ông được dự hàng đầu, được thăng làm Thượng thư bộ Hình, tước Điện Quận công. Ít lâu sau, ông cùng Nguyễn Công Hãng (đỗ Tiến sĩ cùng khoa với ông) và Nguyễn Công Cơ vào làm Tham tụng ở phủ chúa Trịnh Cương.
Năm 1726, thăng ông làm Thiếu bảo kiêm Đại học sĩ Đông các. Năm 1730, thăng ông làm Thượng thư bộ Hộ, gia hàm Thái tử thái bảo.
Về sau, do bị vu tội phế lập Thái tử, chúa Trịnh Giang đổi ông ra làm Đốc trấn Lạng Sơn và Thái Nguyên (1732), rồi lại bị giáng làm Thừa chánh sứ Lạng Sơn (1734).
Năm 1736, chúa Trịnh Giang lại buộc ông và Nguyễn Công Hãng phải tự tử.
Năm 1741, Trịnh Doanh lên nối nghiệp chúa, xét lại việc cũ, truy phong lại quan tước cho ông và truy tặng Thái bảo, thụy là Đạt Nghị.
Sử gia Phan Huy Chú nhận định về ông như sau:
Ông là người trầm tĩnh kín đáo, nghiêm nghị, chắc chắn. Lúc trẻ hay chữ vào làm Tể tướng, mưu kế và công trạng đáng ghi.
Trong dân gian lúc bấy giờ có câu: "Văn chương Lê Anh Tuấn, Chính sự Nguyễn Đình Hiền". Khi ông bị bức tử, trong triều ngoài nội ai cũng thương xót.

## Tác phẩm
Theo Lê Quý Đôn trong Kiến văn tiểu lục, thì Lê Anh Tuấn và Nguyễn Công Cơ khi cùng đi sứ có làm tập Sứ hoa. Song hiện nay tác phẩm của Lê Anh Tuấn chỉ còn lại vài chục bài thơ đi sứ, viết bằng chữ Hán, trong đó xuất sắc nhất là bài trường thiên cổ thể: "Tư thân thuật hoài" (Kể nỗi lòng nhớ người thân).
Nhìn chung thơ ông "kín đáo, khuôn thước mà đầm thắm, thuần nhã và đáng ưa".

## Sách tham khảo
- Phan Huy Chú, Lịch triều hiến chương loại chí (Tập I, mục: "Lê Anh Tuấn"). Nhà xuất bản Khoa học xã hội 1992.
- Nguyễn Q. Thắng-Nguyễn Bá Thế, mục từ "Lê Anh Tuấn" trong Từ điển nhân vật lịch sử Việt Nam. Nhà xuất bản Khoa học xã hội, 1992.
- Bùi Duy Tân, mục từ: "Lê Anh Tuấn" trong Từ điển văn học (bộ mới). Nhà xuất bản Thế giới, 2004.
- Nguyễn Thạch Giang (chủ biên), Văn học thế kỷ XVIII, mục từ: "Lê Anh Tuấn". Nhà xuất bản Khoa học xã hội, 2004.
- Đặng Việt Thủy, 117 Vị sứ thần Việt Nam. Nhà xuất bản Quân đội Nhân dân, 2009.